# (13014) Hasslacher
(13014) Hasslacher (1987 WJ1) – planetoida z pasa głównego asteroid okrążająca Słońce w ciągu 5,59 lat w średniej odległości 3,15 j.a. Odkryta 17 listopada 1987 roku.